# Akademisk Boldklub
|  | Denne side omhandler idrætsklubben Akademisk Boldklub. For klubbens fodboldafdeling, se Akademisk Boldklub Gladsaxe |
Akademisk Boldklub (forkortet AB) er en dansk idrætsforening fra den københavnske forstad Gladsaxe. Klubben tilbyder fodbold, tennis, håndbold og cricket. 

## Fodboldafdelingen
AB er mest kendt for sin fodboldafdeling, hvis professionelle del spiller i Danmarksturneringens 2. division under navnet Akademisk Boldklub Gladsaxe, også forkortet AB. Klubben har siden sin stiftelse i 1889 vundet det danske mesterskab i fodbold ni gange. Det første danmarksmesterskab blev vundet i 1919 og det seneste blev vundet i 1967. I 1970 var klubben kun ét mål fra at vinde guldet igen. 
AB har spillet europæisk fodbold mod hold som FC Zürich, RSC Anderlecht og Dundee United FC.
Klubben vandt senest et trofæ i 1999, da de slog AaB 2-1 i Landspokalturneringen. I 1999 blev det også til bronzemedaljer i Superligaen. Efter nogle succesfulde sæsoner i den bedste fodboldrække, rykkede AB ned i 1. division i 2004. Det er ikke lykkedes dem at rykke op siden, og efter mange år at have kæmpet for overlevelse i 1. division, endte det med nedrykning til 2. division i sommeren 2015.